# Filotea de Atenas
Santa Filotea de Atenas (en griego: Άγια Φιλοθέη, 1522 - 1589) es una santa y mártir venerada en la Iglesia ortodoxa de Grecia. Es considerada patrona de la ciudad de Atenas, junto a San Jeroteo de Atenas y a San Dionisio Areopagita. 

## Historia
Nació en Atenas en el seno de una familia rica, ilustrada y de gran religiosidad, de apellido Venizelos. Sus padres la llamaron Revoula y a los doce años fue entregada en matrimonio a un hombre que la trató con crueldad y que falleció a los tres años de casados. Al enviudar, Revoula regresó con sus padres y al fallecer estos donó las pertenencias familiares y decidió tomar los hábitos. Estableció un monasterio de mujeres consagrado al apóstol Andrés y se convirtió en la madre superiora del mismo, con el nombre de Filotea («amiga de Dios»).

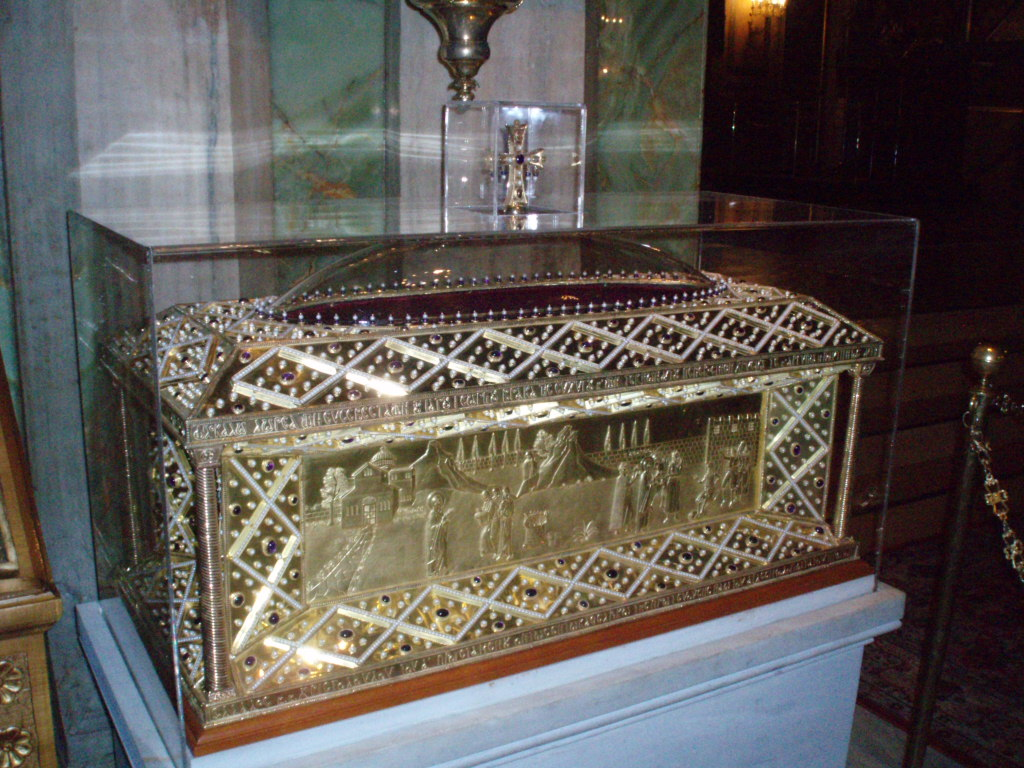
Reliquias de Santa Filotea de Atenas en la Catedral de la Anunciación de Santa María en Atenas.

Durante ese período, Grecia estaba ocupada por el imperio otomano y muchos griegos habían sido esclavizados por sus conquistadores. Filotea ayudó a rescatar a muchos de sus compatriotas de la esclavitud, refugió a mujeres que querían evitar el harén o que habían logrado escapar de sus amos turcos. Por este motivo, en 1589 los gobernantes turcos de la Grecia otomana la sacaron por la fuerza del convento, golpeándola y apresándola.
Fue amenazada por el gobernador turco de ser cortada en pedazos si no renunciaba al cristianismo. Filotea se negó y cuando estaba a punto de ser martirizada una multitud de cristianos logró convencerlo de que la liberara. Sin embargo, durante la vigilia de San Dionisio Areopagita, los turcos volvieron a apresarla y la torturaron. Falleció el 19 de febrero de 1589.
Santa Filotea es reverenciada como mártir por la iglesia ortodoxa los días 19 de febrero. Sus reliquias están en la Catedral Metropolitana de Atenas. El distrito Philothei de Atenas lleva su nombre.